# Наблюдатель (любительское радио)

Значок наблюдателя, СССР

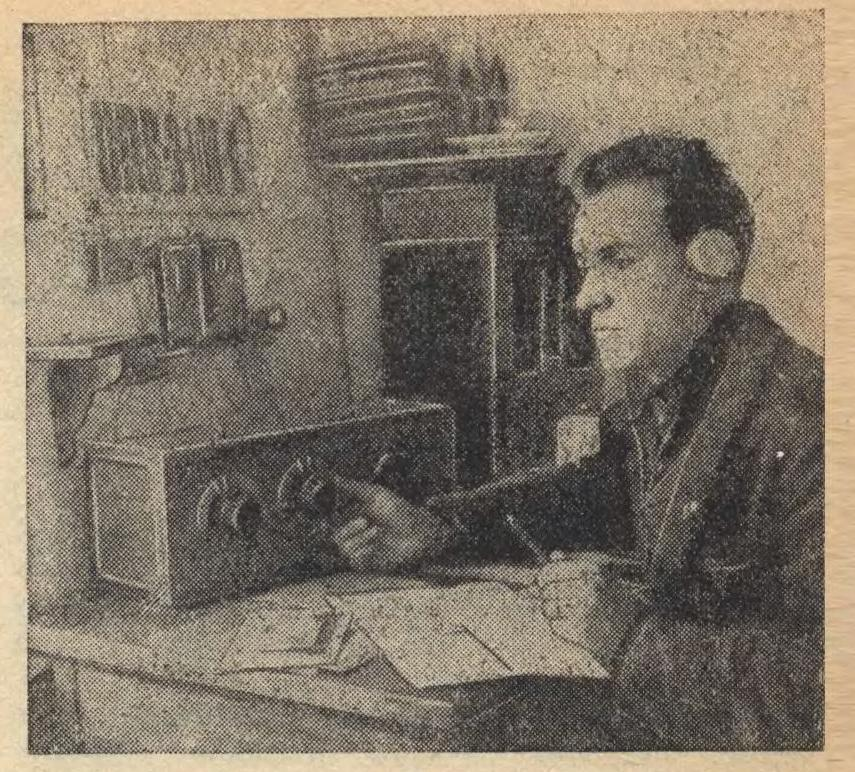
Коротковолновик-наблюдатель за работой (А. Козлов, позывной URS3-108-B, приёмник КУБ-4. г. Борисоглебск, 1941 год)

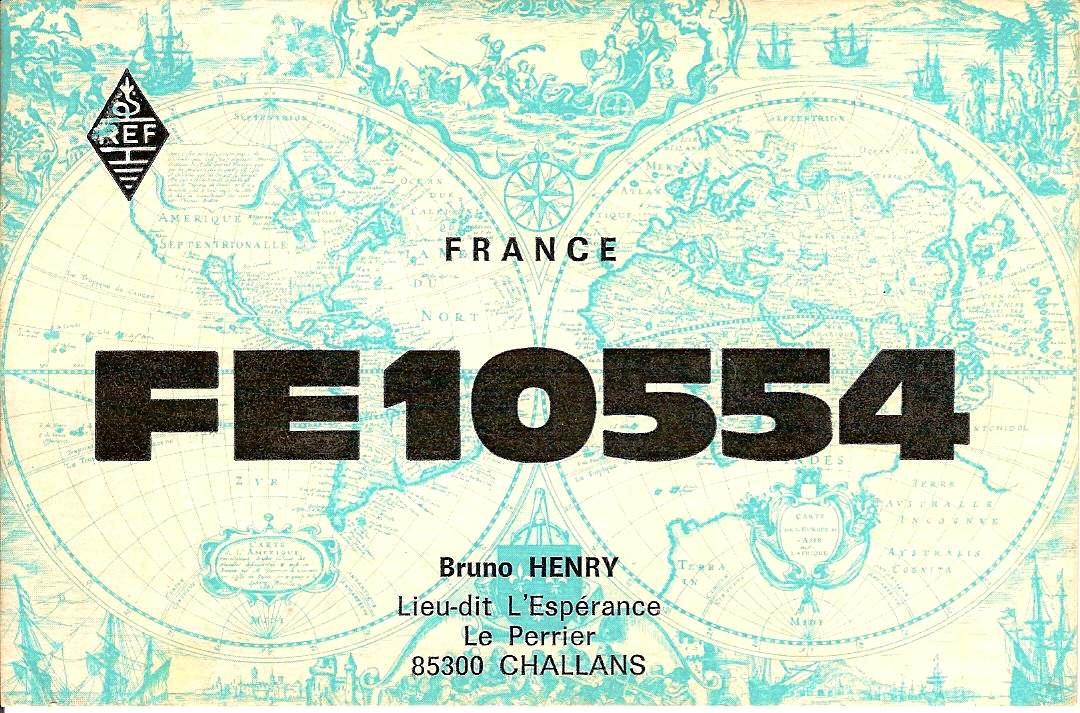
QSL-карточка французского наблюдателя. Позывные SWL, в отличие от передающих станций, имеют цифровой суффикс, а не буквенный.

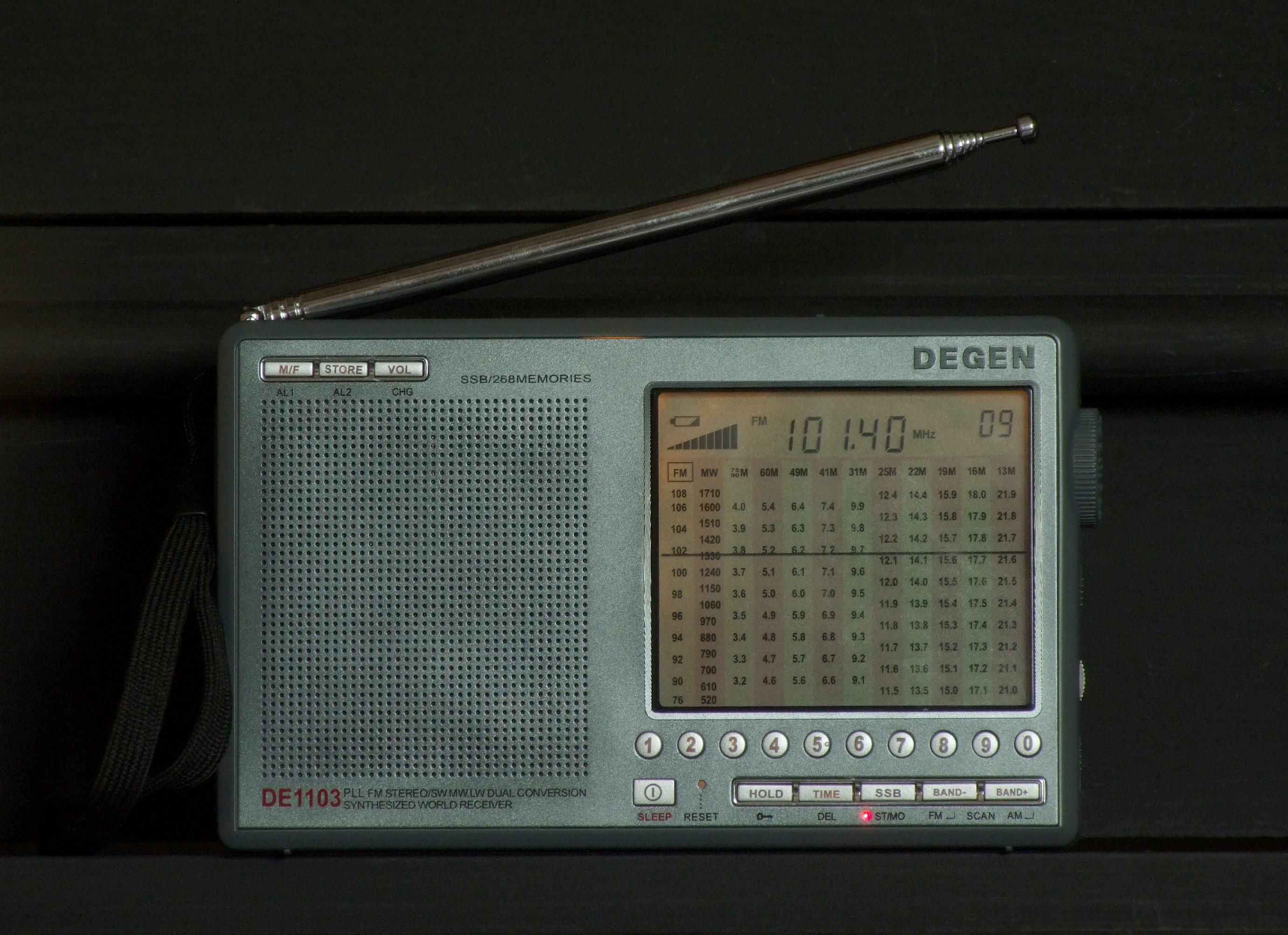
Китайский всеволновый приёмник «Degen DE1103», очень популярный у начинающих наблюдателей

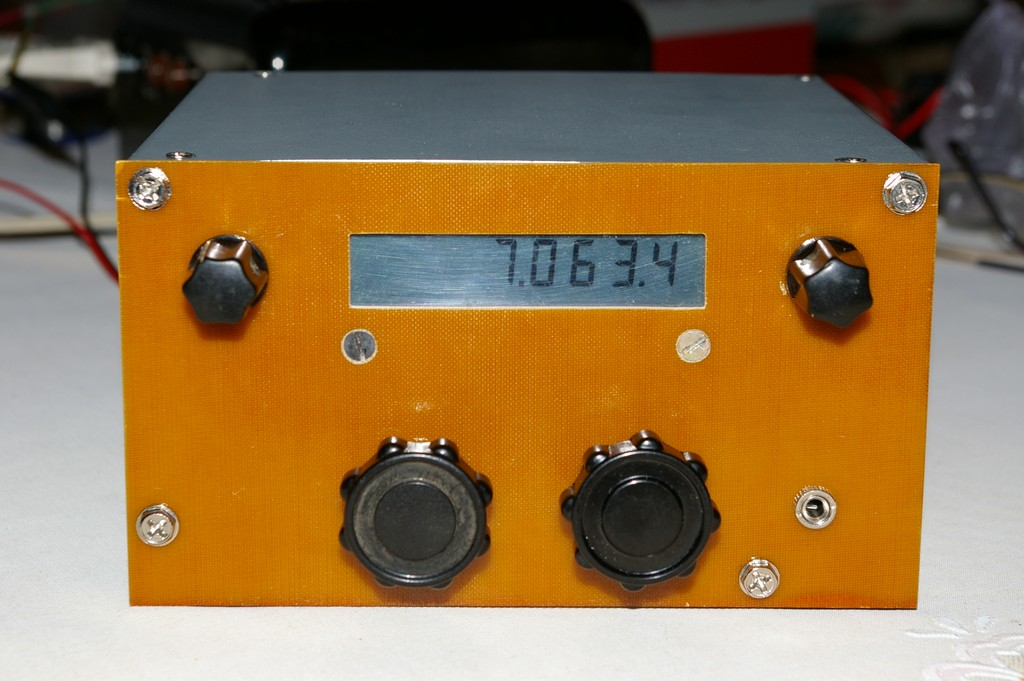
Самодельный приёмник наблюдателя

Наблюдатель, SWL (англ. short wave listener, буквально — слушатель коротких волн) в любительской радиосвязи — радиооператор-любитель, не имеющий собственного радиопередатчика, а только слушающий передачи других станций с помощью радиоприёмника. Наблюдатели являются полноправными участниками радиолюбительского движения, могут получать дипломы, участвовать в соревнованиях и пр.

## Регистрация
Чтобы стать наблюдателем, не нужно получать никаких разрешений, и вообще не обязательно выполнять какие-либо формальности. Достаточно обзавестись подходящим приёмником. С другой стороны, чтобы участвовать в соревнованиях, получать QSL-карточки через национальное QSL-бюро и претендовать на дипломы, нужно зарегистрироваться и получить личный позывной. Процедура такой регистрации обычно намного проще, чем для получения лицензии на передатчик. Так, на Украине, согласно действующему Регламенту любительской радиосвязи, достаточно подать заявление в местное отделение Лиги радиолюбителей Украины. Сейчас можно получить позывной и через интернет на одном из специализированных сайтов.
В СССР наблюдателей регистрировали организации ДОСААФ, единственное обязательное требование было — возраст не меньше 12 лет. Чтобы работать на коллективной радиостанции, нужно было стать официальным наблюдателем. Чтобы получить разрешение на индивидуальный передатчик, нужно было пробыть в статусе наблюдателя не менее года и провести не меньше 1000 наблюдений. По этой причине наблюдателей в СССР было довольно много. Организовывались и коллективные наблюдательные пункты, где послушать эфир мог любой желающий без всяких формальностей. До Великой Отечественной войны наблюдатели при регистрации также сдавали экзамен по основам радиотехники и знанию азбуки Морзе.

## Техника
Приёмник для наблюдений за любительским эфиром должен, во-первых, перекрывать любительские диапазоны, во-вторых, обеспечивать приём телеграфных и однополосных сигналов — радиолюбители чаще всего используют именно эти виды модуляции. Желательно также, чтобы чувствительность и избирательность приёмника были существенно лучше, чем требуют стандарты радиовещания, поскольку любители пользуются очень маломощными передатчиками, а любительские диапазоны узки и станции часто «сидят друг на друге». Здесь у наблюдателя есть выбор из нескольких вариантов:
- купить подходящий фабричный приёмник. Это может быть и специализированный приёмник для радиосвязи, и один из вещательных приёмников, оборудованных дополнительным («телеграфным») гетеродином для приёма телеграфных и однополосных сигналов (например, дорогой аппарат из семейств «Grundig Satellit», «Sony CRF», или дешёвый — марок «Sangean», «Degen» или «Tecsun»);
- приспособить вещательный приемник — перестроить его для приёма в нужном диапазоне, добавить телеграфный гетеродин и т. д.[4][5];
- построить приёмник самому, причём для начала это может быть очень простая конструкция, например, регенератор на одной-двух радиолампах[6] или приёмник прямого преобразования на трех-четырёх транзисторах[7].

Требования к приёмным антеннам значительно проще, чем к передающим, но для уверенного приёма слабых сигналов желательно иметь наружную антенну соответствующего размера, то есть соизмеримого с длиной принимаемой волны, хорошо согласованную со входом приемника.
Ещё одна возможность слушать любительский эфир появилась в последние годы — WebSDR. Это сетевой сервис, который даёт всем желающим доступ через интернет к реальному SDR-приёмнику, и позволяет наблюдателю обходиться вообще без собственной радиоаппаратуры. Правда, слушать при этом приходится «чужой» эфир — той местности, где стоит приемник. В мире работают десятки WebSDR-сайтов с бесплатным круглосуточным доступом.

## Практика
Наблюдатель, как и любой радиооператор, должен вести аппаратный журнал, в котором фиксируется позывной, время, частота, вид модуляции и оценка слышимости наблюдаемой станции, а также позывной её корреспондента и информация, которую удалось принять (имя и местоположение оператора, сведения об аппаратуре и пр.). На основании записей в аппаратном журнале наблюдатель выписывает и рассылает свои QSL-карточки — бумажные или электронные. Форма наблюдательских карточек немного отличается от карточек передающих станций: в ней предусматривают графу для позывного корреспондента. Без этой информации рапорт о наблюдении считается неполным и многие операторы его не подтверждают.
QSL от наблюдателей, как правило, не представляют ценности для коротковолновиков (хотя их засчитывают на некоторые дипломы), поэтому иногда наблюдателю не выписывают ответную бумажную карточку, а ставят отметку о подтверждении прямо на его QSL и отсылают её обратно. Очень часто наблюдательские QSL просто игнорируют; до появления электронного QSL-обмена 20-30 % подтверждённых наблюдений считалось практическим пределом, на который можно рассчитывать.